# Petrocephalus bane
Petrocephalus bane es una especie de pez del género Petrocephalus, familia Mormyridae, orden Osteoglossiformes. Fue descrita científicamente por Lacepède en 1803.
Es una especie inofensiva para el ser humano y comercializada en pesquerías.

## Descripción
La longitud estándar es de 20 centímetros. Puede alcanzar un peso máximo de 40 gramos.

## Distribución y hábitat
Se distribuye por África: cuenca del Nilo (Ghazal y Jebel, Nilo Blanco, Nilo Azul y el lago Nasser). También en Comoé y Chad. Habita en lagos, lagunas y canales donde abunda la vegetación.